# Stichopogon maritima
Stichopogon maritima är en tvåvingeart som först beskrevs av Hardy 1934.  Stichopogon maritima ingår i släktet Stichopogon och familjen rovflugor. Inga underarter finns listade i Catalogue of Life.